# Musicload
Musicload war ein im Oktober 2003 gestarteter Online-Musikdienst, der seit Ende Juni 2014 von Dixero Media betrieben wurde. Zuvor war die Deutsche Telekom verantwortlich.

## Geschichte
Die über Musicload verfügbaren Titel standen anfangs ausschließlich im WMA-Format zur Verfügung, das mit DRM versehen wurde, um die Weitergabe gekaufter Titel über Dateifreigaben und Tauschbörsen zu verhindern.
Vor dem Start von Musicload arbeitete die Deutsche Telekom eng mit Universal Music zusammen, um den Bezahldienst popfile.de ins Leben zu rufen, der im August 2002 online ging. Bereits damals wurden die Musikdateien zu DRM-Zwecken mit einem Wasserzeichen ausgestattet.
Seit Dezember 2006 wurde Musik vermehrt im DRM-beschränkungsfreien MP3-Format mit einer Qualität von bis zu 320 kbps (VBR) angeboten.
Ab 2007 bot Musicload auch Musikvideos im WMV-Format DRM-verschlüsselt an und war damit der erste Anbieter von downloadfähigen Musikvideos in Deutschland. Die Qualität war allerdings oftmals durch den Einsatz von Interpolation reduziert.
Seit 2011 wurde der Katalog sukzessive dahingehend erweitert, dass ausgewählte Alben und Titel neben dem gängigen MP3-Format auch im unkomprimierten Format WAV angeboten wurden.
Am 2. April 2014 teilte die Deutsche Telekom die Einstellung ihrer Portale Musicload und Gamesload zum 28. Mai 2014 mit. Die Plattform sei wegen der Marktübermacht von iTunes und Amazon einerseits und der zunehmenden Popularität von Musikstreaming andererseits auf Dauer nicht rentabel gewesen.
Seit 2019 bezeichnet sich das Portal als „Entertainment Blog“. Betrieben wird es laut eigener Angabe von der Firma Yeah Holding aus Dubai; das Impressum verweist auf eine Firma auf den Marshallinseln.

## Technik
Seit sich Musicload gegen DRM entschieden hatte, war das Angebot im MP3-Format erhältlich, das auf allen gängigen Musikplayern, auch Apples iPod, allen PCs, den meisten Musikhandys und auch Auto- oder Webradios abgespielt werden konnte. Videos wurden weiterhin im DRM-geschützten WMV-Format angeboten, welches nur im Windows Media Player ab Version 10 (teilweise auch 11) abspielbar ist.
Die Vorschaufunktion konnte weiterhin nur benutzt werden, wenn der Windows Media Player installiert war, und auch das Flatrateangebot Musicload Nonstop war für diesen Player vorgesehen.
Der Kauf von Musik war bei www.musicload.de auf IP-Adressen aus Deutschland beschränkt. Mit www.musicload.at und www.musicload.ch gab es aber seit Juni 2008 auch nahezu identische Portale in Österreich und der Schweiz. Diese wurden am 21. Mai 2014 eingestellt.
Einige Titel waren mit einem digitalen Wasserzeichen versehen, welches sich im wahrnehmbaren Hörbereich befand. Diese qualitative Einschränkung konnte auch bei den als „Audioformat für höchste Ansprüche“ angebotenen WAVE-Dateien nachgewiesen werden.

## Zahlungsarten
Als Zahlungsmittel waren bei Musicload nicht nur die online weitgehend üblichen Kreditkarten (Visa, Mastercard oder American Express) möglich, sondern auch die Micropaymentsysteme PayPal und Sofortüberweisung.